# 阿库勒圣母堂

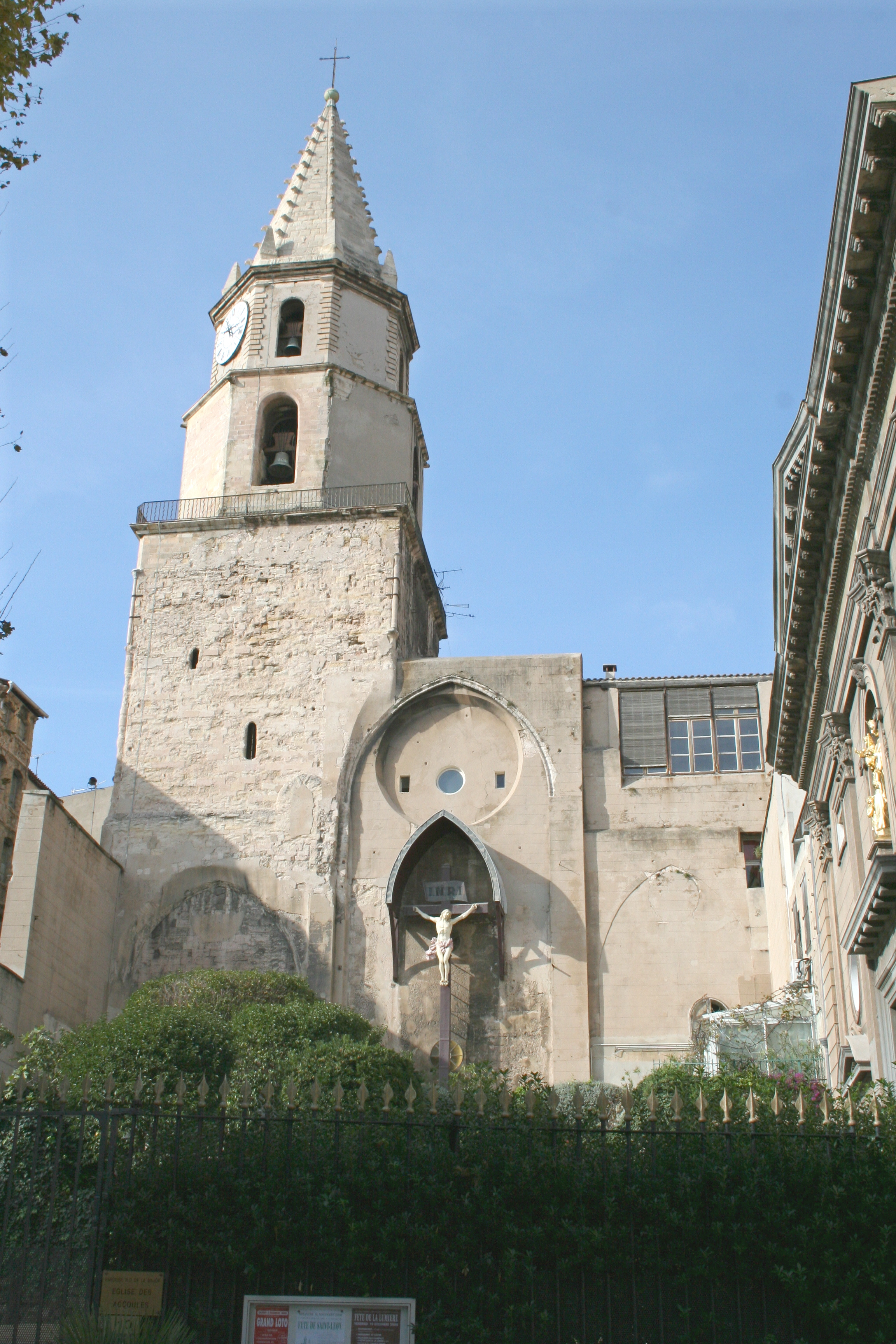

阿库勒圣母堂（法语：Église des Notre-Dame-des-Accoules）是一座罗马天主教堂区教堂，隶属于天主教马赛总教区，供奉圣母玛利亚，位于法国普罗旺斯-阿尔卑斯-蓝色海岸大区罗讷河口省马赛第二区的阿库勒分区（Accoules），达维埃尔广场（place Daviel）10号。古老的中世纪教堂建于13-14世纪。法国大革命期间（1794-1808），教堂被夷为平地，只有钟楼保存了下来，已于1964年列为法国历史遗迹。1820年，在被毁教堂底部的墙上，建起了十字架。1824年，在十字架的右边建造了一座新教堂。